# Pyrrhorachis viridescens
Pyrrhorachis viridescens là một loài bướm đêm trong họ Geometridae.